# Aloe tugenensis
Aloe tugenensis é uma espécie de liliopsida do gênero Aloe, pertencente à família Asphodelaceae.